# 谢尔盖·沙里科夫
谢尔盖·亚历山德罗维奇·沙里科夫（俄语：Сергей Александрович Шариков，1974年6月18日—2015年6月6日），俄罗斯男子击剑运动员。他曾参加1996年、2000年和2004年三届夏季奥运会，共收获两枚金牌、一枚银牌和一枚铜牌。